# Stein und Staub
Stein und Staub (Originaltitel: By Any Other Name) ist die nach Ausstrahlungsreihenfolge 22. und nach Produktionsreihenfolge 21. Episode der zweiten Staffel der Science-Fiction-Fernsehserie Raumschiff Enterprise. Sie wurde in englischer Sprache erstmals am 23. Februar 1968 bei NBC ausgestrahlt. In Deutschland war sie zum ersten Mal am 11. November 1972 in einer synchronisierten Fassung im ZDF zu sehen.

## Handlung
Im Jahr 2268 bei Sternzeit 4657.5 empfängt die Enterprise einen Notruf von einem Planeten. Um dem nachzugehen, beamen Captain Kirk, sein erster Offizier Spock, Schiffsarzt McCoy, Yeoman Leslie Thompson und Sicherheitsoffizier Shea auf die Oberfläche. Dort treffen sie auf einen Mann und eine Frau, die die sofortige Übergabe der Enterprise fordern. Das Außenteam wird paralysiert und entwaffnet. Die beiden Angreifer heißen Rojan und Kelinda. Rojan erklärt, sie seien Kelvaner und stammen aus der Andromedagalaxie. Da ihre Heimat in 10.000 Jahren durch Verstrahlung unbewohnbar wird, wurde ein Schiff in die Milchstraße geschickt, um dort neuen Lebensraum zu erobern. Das Schiff wurde jedoch von der „Galaktischen Barriere“ zerstört. Rojan und seine Leute gelangten mit Rettungskapseln auf den Planeten und wollen nun mit der Enterprise in ihre Heimat zurückkehren.
Während Rojans Ausführungen übernehmen seine Leute Hanar, Drea und Tomar in kurzer Zeit das Schiff, indem sie die gesamte Besatzung ebenfalls paralysieren. Kirk hält Rojans Handeln für sinnlos, denn die Enterprise würde für eine Reise zur Andromedagalaxie Jahrtausende benötigen, doch Rojan erwidert, durch Modifikationen am Antrieb ließe sich die Reise auf 300 Jahre verkürzen. Dennoch würden erst seine Nachfahren Andromeda erreichen, aber auch für die Hinreise wurde ein Generationenschiff genutzt. Kirk meint, es bestünde kein Grund zur Feindseligkeit. Es gäbe zahlreiche unbewohnte Planeten in der Milchstraße und die Föderation würde die Kelvaner als friedliche Kolonisten willkommen heißen. Rojan erwidert, es läge in der kelvanischen Natur, zu erobern und zu herrschen.
Das Außenteam wird nun eingesperrt und von Kelinda bewacht. Der Halb-Vulkanier Spock versucht, sie telepathisch zu beeinflussen. Sie bemerkt dies, kann aber dennoch von Kirk überwältigt werden. Der Ausbruch wird schnell von Rojan und Hanar bemerkt. Als Machtdemonstration verwandelt Rojan Shea und Thompson in poröse Kuboktaeder. Thompsons Kuboktaeder zerbröselt er und tötet sie so, Shea verwandelt er zurück. Durch seinen kurzen telepathischen Kontakt mit Kelinda hat Spock erfahren, dass die Kelvaner nur zur Tarnung und zur Bedienung der Enterprise eine menschliche Form angenommen haben und eigentlich ganz anders aussehen. Da nur auf dem Schiff Aussicht darauf besteht, die Kelvaner zu stoppen, täuscht Spock eine Krankheit vor und tatsächlich darf das Außenteam zurückkehren.
Auf dem Schiff diskutieren Kirk und seine Offiziere ihre Optionen. Den Kelvanern ihre Kontrollgeräte abzunehmen oder sie unbrauchbar zu machen, scheint aussichtslos. Die einzige Option zur Verhinderung einer Invasion scheint die Zerstörung der Enterprise zu sein. Chefingenieur Scott entwickelt eine entsprechende Vorrichtung, die bei Erreichen der galaktischen Barriere aktiviert werden kann. Kirk entscheidet sich aber letztlich gegen die Zerstörung und die Enterprise durchbricht die Barriere ohne größere Schäden. Rojan entscheidet sich nun, alle nicht benötigten Besatzungsmitglieder zu neutralisieren, und verwandelt alle außer Kirk, Spock, McCoy und Scott in Kuboktaeder.
Als die verbliebenen Offiziere später bei Tomar eine große Begeisterung für menschliches Essen bemerken, wittern sie eine Möglichkeit, wieder die Kontrolle zu erlangen. Indem die Kelvaner menschliche Form angenommen haben, entwickeln sie auch menschliche Bedürfnisse und Gefühle. Das wollen Kirk und seine Leute ausnutzen, indem sie sie mit diesen neuen Erfahrungen überfordern. Scott lädt Tomar nach einem Mahl zu einem Umtrunk ein. McCoy untersucht Hanar und gibt vor, ihm ein Vitaminpräparat zu verabreichen. Tatsächlich gibt er ihm aber eine kräftige Dosis Aufputschmittel, die ihn aggressiv machen sollen. Kirk begibt sich zu Kelinda und unter dem Vorwand einer Entschuldigung küsst er sie, was Rojan mitbekommt. In ihm regen sich Gefühle, die er nicht recht deuten kann und die Spock in einem Gespräch als Eifersucht interpretiert. Hanar stellt nun unter dem Einfluss von McCoys Medikamenten offen Rojans Autorität infrage. Scott gelingt es nach vier Flaschen, Tomar unter den Tisch zu trinken. Er kann ihm sein Kontrollgerät abnehmen und will es dem Captain bringen, kann sich jetzt aber selbst nicht mehr auf den Beinen halten. Kelinda erbittet eine weitere „Entschuldigung“ von Kirk. Erneut bekommt Rojan dies mit und es kommt zu einem Handgemenge zwischen ihm und Kirk. Kirk hält ihm vor, dass sein Verhalten in sehr kurzer Zeit völlig menschlich geworden sei. In 300 Jahren würden die Kelvaner ihn gar nicht mehr als ihresgleichen erkennen. Er erneuert sein Angebot für eine friedliche Ansiedlung und Rojan ist schließlich einverstanden, sich mit seinen Leuten auf einem Planeten niederzulassen, während ein automatisiertes Raumschiff das Angebot an die kelvanische Heimatwelt übermitteln soll. Rojan übergibt Kirk wieder die Kontrolle über die Enterprise und der befiehlt die Rückkehr in die Milchstraße.

## Verbindungen zu anderen Star-Trek-Produktionen
Yeoman Leslie Thompson ist das einzige weibliche „Redshirt“, das im Verlauf der Serie Raumschiff Enterprise stirbt.
Einige Elemente aus dieser Folge wurden in späteren Star-Trek-Produktionen wieder aufgegriffen:
- Dass Scott über ein alkoholisches Getränk nur sagen kann, dass es grün ist, wird in Folge 6.04 (Besuch von der alten Enterprise) von Raumschiff Enterprise – Das nächste Jahrhundert aus dem Jahr 1992 wieder aufgegriffen. Hier ist es Data, der das Getränk nicht identifizieren kann.
- In der Pilotfolge Leuchtfeuer der Serie Star Trek: Discovery von 2017 trägt eines der Bücher von Captain Georgiou den Titel By Any Other Name.

## Produktion

### Drehbuch
Der Originaltitel der Folge geht zurück auf einen Ausspruch von Julia aus William Shakespeares Theaterstück Romeo und Julia:

„What's in a name? that which we call a rose

By any other name would smell as sweet“

„Was ist ein Name? Was uns Rose heißt,

Wie es auch hieße, würde lieblich duften“

Stein und Staub greift eine Idee wieder auf, die Star-Trek-Schöpfer Gene Roddenberry bereits 1956 in seiner ersten verfilmten Geschichte, der Folge The Secret Weapon of 117 aus der Serie Chevron Hall of Stars, verarbeitet hatte. In dieser spionieren zwei Außerirdische die Erde aus, indem sie sich als Menschen tarnen, doch nach und nach gewöhnen sie sich immer mehr an ihre Menschlichkeit.
Jerome Bixbys ursprünglicher Drehbuchentwurf sah eine deutlich düsterere Geschichte vor. Weitere Besatzungsmitglieder sollten von den Kelvanern getötet werden, Kirk sollte gefoltert werden und die Kelvaner sollten mehrere Besatzungsmitglieder zur Zeugung einer Sklavenpopulation auswählen. All diese Punkte wurden vom Sender NBC abgelehnt und der letzte Punkt erinnerte Produzent Gene L. Coon zudem zu sehr an Der Käfig. Unter Mithilfe von D. C. Fontana wurde das Drehbuch daher stark umgeschrieben.

### Kamera
Gerald Finnerman wurde in dieser Folge einmalig von Keith C. Smith als leitender Kameramann (Director of photography) von Raumschiff Enterprise vertreten.

### Darsteller
Stewart Moss, Darsteller von Hanar, spielte auch Lieutenant Tormolen in der Folge Implosion in der Spirale.

## Adaptionen
James Blish schrieb eine Textfassung von Stein und Staub, die auf Englisch erstmals 1972 in der Geschichtensammlung Star Trek 6 erschien. Die deutsche Übersetzung erschien 1972.

## Rezeption
Silas Lesnick listete Stein und Staub 2018 in einer Aufstellung der 20 besten Folgen von Raumschiff Enterprise auf Platz 9.
Christian Blauvelt listete Stein und Staub 2022 auf hollywood.com in einem Ranking aller 79 Raumschiff-Enterprise-Folgen auf Platz 38.

## Parodien und Anspielungen
In der Comedy-Show Saturday Night Live wurde Stein und Staub in zwei Sketchen aus den Jahren 1977 und 1986 parodiert.
In Folge 1.07 (Problem of the Trojan Hamburger) der Serie Mathnet von 1987 gibt es eine Anspielung auf das grüne Getränk aus Stein und Staub.
In Folge 10.14 (Pantry Raid VI: Lentils) der Kochshow Good Eats von 2007 macht Moderator Alton Brown eine Anspielung auf den Tod von Yeoman Leslie Thompson.